# 島田市立大津小学校

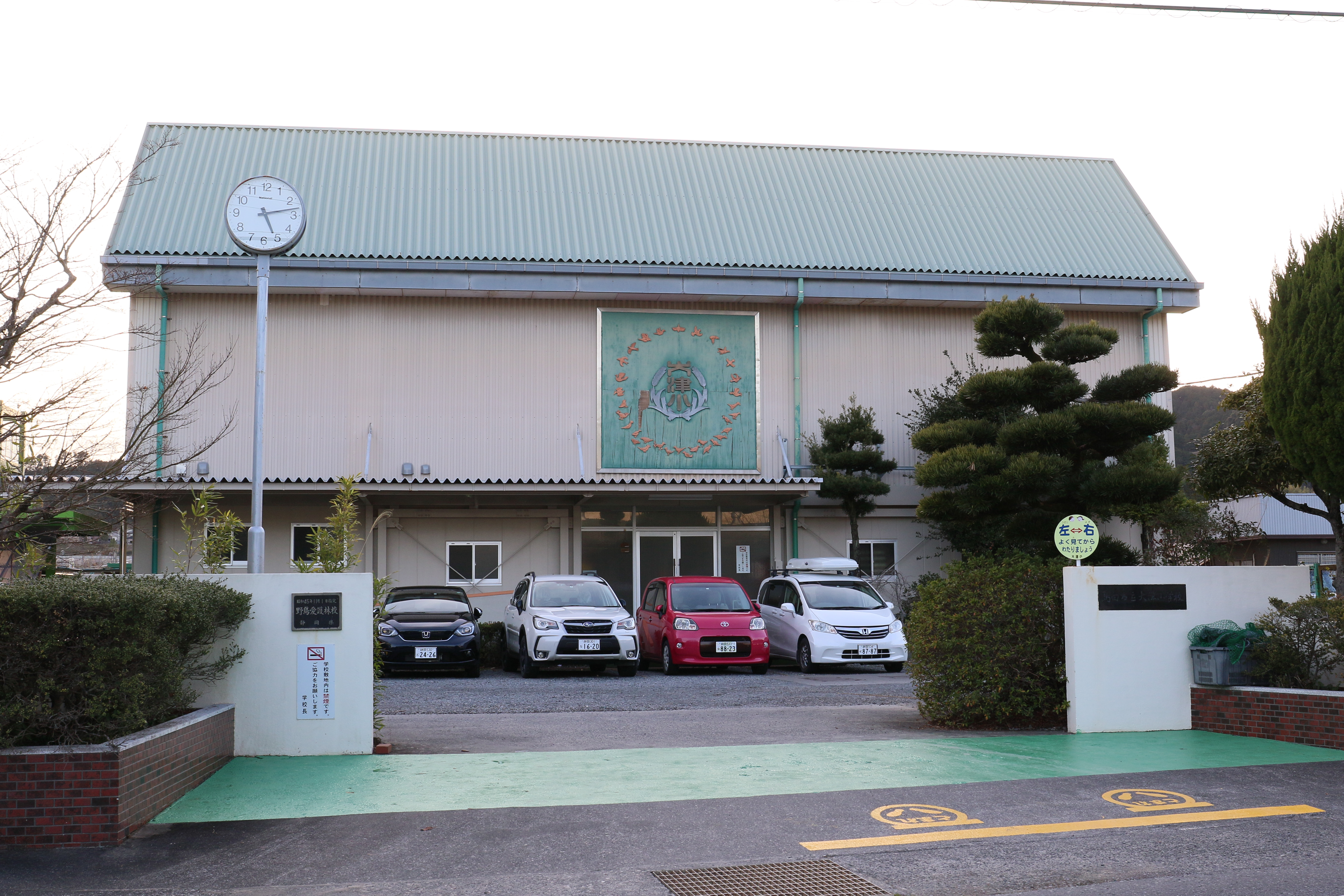
校門と体育館

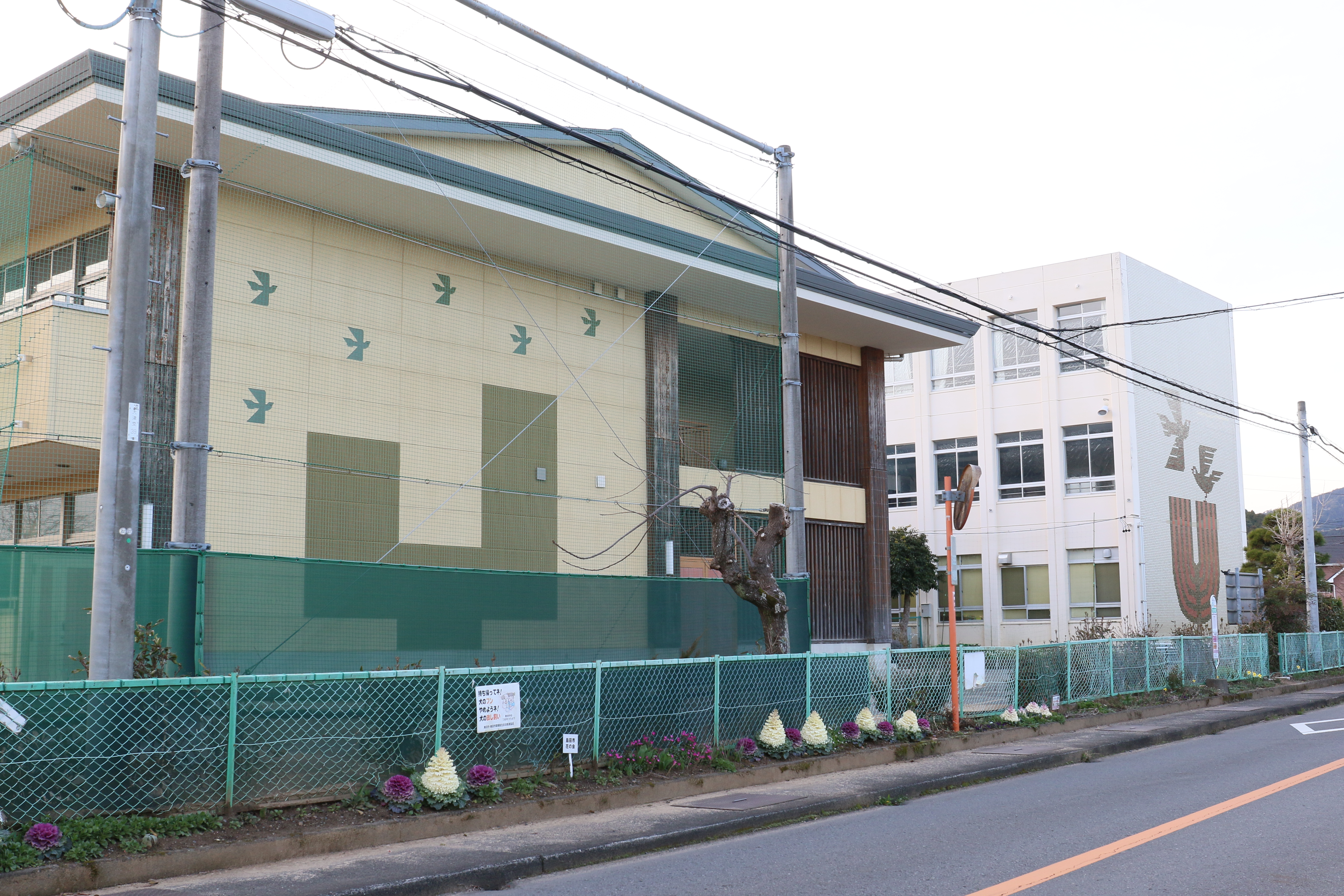
校舎の壁面に描かれた鳥と木のモチーフ

島田市立大津小学校（しまだしりつおおつしょうがっこう）は静岡県島田市落合に所在する公立小学校。

## 沿革

### 年表
- 1873年（明治6年） - 落合に一貫舎開設。
- 1874年（明治7年）
  - 野田に成徳舎開設。
  - 千葉に一貫舎分校開設。
- 1881年（明治14年） - 学区制が定められ、38学区（落合村・尾川村・大草村・千葉山）、39学区（野田村）となる。
- 1886年（明治19年） - 小学校統一で、一貫舎と成徳舎を合体して大津小学校に。
- 1892年（明治25年） - 大津尋常小学校分校が千葉尋常小学校として独立
- 1898年（明治31年） - 大津小学校に補習科を併置。
- 1903年（明治36年） - 大津小学校補習科が高等科に。
- 1907年（明治40年） - 義務教育が6年に延長され、高等科廃止。
- 1909年（明治42年） - 大津小学校を新築。工費8,900円、建坪237坪。
- 1924年（大正13年） - 大津小学校に高等科（前述とは別）を併置するため、増築。
- 1941年（昭和16年） - 国民学校令により小学校を国民学校と改称。
- 1946年（昭和21年） - 学制改革により国民学校が小学校となる。
- 1948年（昭和23年）
  - 大津小学校南に校地を拡げて中学校舎を建築。工費3,945,000円、建坪271坪。
  - 学校保護者会がPTAに。
- 1955年（昭和30年）
  - 1月1日 - 大津村立から島田市立に。
  - 3月 - 新校舎落成。
  - 9月 - ミルク給食実施。
- 1957年（昭和32年） - 給水設備完成。
- 1959年（昭和34年）4月1日 - 旧大津中学校跡地に大津小学校校舎移転。
- 1960年（昭和35年）8月26日 - プール完成。運動場も拡張整地。
- 1967年（昭和42年）1月 - 校歌制定。
- 1968年（昭和43年） - 愛鳥活動発足。
- 1970年（昭和45年）
  - 3月2日 - 千葉小学校廃校式。
  - 4月1日 - 千葉小学校が大津小学校と統合。
  - 10月10日 - 野鳥愛護林許可。
- 1971年（昭和46年）11月 - 全国愛鳥獣保護実績発表会で環境庁長官賞受賞。
- 1973年（昭和48年）
  - 3月 - 校旗制定。百年史刊行。
  - 10月 - 創立100年記念祭。
- 1976年（昭和51年）6月29日 - 全国愛鳥獣保護実績発表会で林野庁長官賞受賞。
- 1978年（昭和53年）8月 - 体育館着工。
- 1979年（昭和54年）
  - 2月 - 完成間近い大津小学校校舎の壁面に壁画（シンボル）完成。
  - 3月25日 - 大津小学校新校舎落成（現北校舎）。体育館も同時竣工。旧校舎解体。
- 1983年（昭和58年）4月 - プレハブ校舎増築。
- 1986年（昭和61年）12月1日 - 全国鳥獣保護実績発表大会で、日本鳥類保護連盟会長褒状。
- 1987年（昭和62年）5月15日 - 全国鳥獣保護実績発表大会で、日本鳥類保護連盟会長賞受賞。
- 1997年（平成9年）6月3日 - 青少年赤十字社加盟登録。市内小学校で初めて。
- 1999年（平成11年）4月28日 - 日本赤十字社静岡支部より青少年赤十字活動に対して感謝状。
- 2001年（平成13年）3月7日 - 6年生による「ふれあいの森」（ばらの丘ニュータウンの一郭）に植樹。
- 2004年（平成16年）
  - 11月 - 「大津っ子パトロール」を立ち上げる。
  - 12月16日 - 新東名高速道路島田第3トンネル貫通式（大津地区）において、6年生が掘削機のスイッチ入れ。
- 2005年（平成17年）
  - 3月5日 - 市内で6番目の放課後児童クラブ開催。
  - 7月25日 - 校舎増築工事開始。
- 2024年（令和6年） - 小規模特認校であった島田市立伊久美小学校が第一小学校に統合されることに伴い、特認校となる[1]。

## 学校行事
5月
バードウォッチング
自然体験教室　焼津青少年の家（4年生）
運動会
2014年度以前は9月開催であったが、2015年度より春の開催となった。
7月
自然体験教室　朝霧（5年生）
10月
大津っ子通学合宿（希望者）
市内小学校陸上記録会（6年生）
11月
市内小学校音楽発表会（5年生）
修学旅行(6年生)
12月
かがやき発表会
1月
長なわフェスティバル
2月
ありがとう集会

## 通学区域
- 島田市大津地区
  - 野田
  - 落合
  - 尾川
  - 大草
  - 千葉
  - ばらの丘

## 進学先中学校
- 島田市立島田第二中学校

## 交通
- JR東海道本線島田駅より徒歩41分（3.3km）
- 島田市コミュニティバス大津小学校バス停より徒歩1分（50m）